# Waldviertel

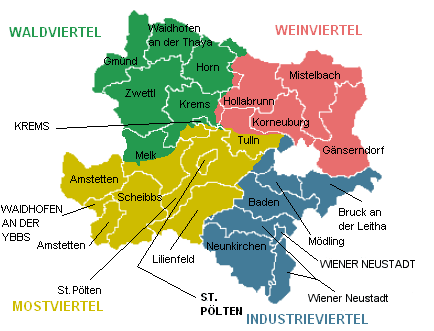
Podział Dolnej Austrii

Waldviertel (pol. Dzielnica/Kwarta leśna) – północno-zachodnia część kraju związkowego Dolna Austria. Na południu jego granicę stanowi rzeka Dunaj, od strony południowo-zachodniej Górna Austria, od strony północno-zachodniej i zachodniej Czechy, od wschodu pasmo górskie Manhartsberg (537 m n.p.m.), który oddziela Waldviertel od Weinviertel.
Waldviertel zajmuje powierzchnię 4900 km² i jest zamieszkały przez około 228 000 osób (dane z 2023 r.). Najwyższym szczytem Waldviertel jest Tischberg o wysokości 1063 m n.p.m. Najważniejsze miasta w Waldviertel to: Horn, Gmünd, Krems an der Donau, Waidhofen an der Thaya i Zwettl.

## Literatura
- Margaretha Beninger, Gereimtes von gestern und heute aus dem Waldviertel. Geschnitztes von Rupert Beninger., Litschau (1970).
- Kitty Curtiz, Erlebte Natur. Das Waldviertel im Wandel der Jahreszeiten., Schrems 1999.
- Das Waldviertel. Zeitschrift für Heimat- und Regionalkunde des Waldviertels und der Wachau. Jährlich vier Hefte, 1927-1938 und seit 1952.
- Gustav Dichler, Das Waldviertel. Eindrücke und Erlebnisse., Krems 1974.
- Franz Eppel, Das Waldviertel. Seine Kunstwerke, historische Lebens- und Siedlungsformen, Salzburg 1963 (mehrere Auflagen).
- Anna Forster, So wias früha woa, Geschichten und Gebrauchsgegenstände aus alter Zeit, Grossvaters Erinnerungen, Waldviertler Dialekt, Das Bauernjahr Einst und Jetzt, Bauernarbeiten und Geschichten im Jahreslauf, damals und heute. Eigenverlag, Anna Forster, 3751 Röhrawiesen.
- Mark Gold, Alexanders Abschied., bod 2005 - Belletristischer Einblick in ein mystisches Land
- Harald Hitz / Franz Pötscher / Erich Rabl / Thomas Winkelbauer (Hg.), Waldviertler Biographien. Band 1 und 2,  Schriftenreihe des Waldviertler Heimatbundes 42 und 45, Horn-Waidhofen/Thaya 2001-2004. ISBN 3-900708-16-9 und ISBN 3-900708-19-3
- Elfriede M. Klepoch: Das Waldviertel, Sutton 2007. ISBN 978-3-86680-175-2
- Herbert Knittler (Hg.), Wirtschaftsgeschichte des Waldviertels, Schriftenreihe des Waldviertler Heimatbundes 47, Horn-Waidhofen/Thaya 2006. ISBN 978-3-900708-21-4
- Rudolf Malli, Der Schatz im Keller. Zur Weinwirtschaft der Waldviertler Klöster, Schriftenreihe des Waldviertler Heimatbundes 41, Horn-Waidhofen/Thaya 2001. ISBN 3-900708-15-0
- Hermann Maurer, Waldviertel 1985, Bonn 1985 (mit zwei Beiträgen von Herbert Puschnik und Werner Vasicek).
- Eytan Reif, Der Karpfen im Walde – Menschen und Fische im Waldviertel (Bildband), Eytan Reif Eigenverlag, 2000.
- Johann Anton Friedrich Reil, Der Wanderer im Waldviertel. Ein Tagebuch für Freunde österreichischer Gegenden (1823), Neuauflage Wien 1981, ISBN 3-215-04426-9
- Martin  Scheutz / Thomas Winkelbauer (Hg.), Diebe, Sodomiten und Wilderer? Waldviertler Gerichtsakten aus dem 18. Jahrhundert als Beitrag zur Sozialgeschichte, Schriftenreihe des Waldviertler Heimatbundes 46, Horn-Waidhofen/Thaya 2005. ISBN 3-900708-20-7
- Fritz F. Steininger (Hg.), Erdgeschichte des Waldviertels, Schriftenreihe des Waldviertler Heimatbundes 38, Horn-Waidhofen/Thaya 2., erweiterte Auflage 1999.
- Fritz F. Steininger u.a. (Hg.), Waldviertel – Kristallviertel. Eine steinerne Schatzkammer. Österreichs Gesteine und Mineralien des Waldviertels, Schriftenreihe des Waldviertler Heimatbundes 49, Horn-Waidhofen/Thaya 2008. ISBN 978-3-900708-23-8
- Eduard Stepan (Hg.), Das Waldviertel, 7 Bände, Wien 1925 - 1936.
- Gerald Szyszkowitz, Der Thaya Wien 1981.* Franz Trischler (Hg.), Zwischen Weinsberg, Wild und Nebelstein. Bausteine zur Heimatkunde des Hohen Waldviertels. Zwettl 1974.
- Gerhard Trumler, Granit. Das Land vor dem Winter. Waldviertel., Wien 1994.
- Thomas Winkelbauer (Hg.), Kontakte und Konflikte. Böhmen, Mähren und Österreich: Aspekte eines Jahrtausends gemeinsamer Geschichte, Schriftenreihe des Waldviertler Heimatbundes 36, Horn-Waidhofen/Thaya 1993.
- Andreas Zimanzl, Sehenswertes – Liebenswertes im südlichen Waldviertel., Wien 1984.